# دینان (اصفهان)
دینان روستایی در دهستان قهاب شمالی بخش مرکزی شهرستان اصفهان استان اصفهان ایران است.

## جمعیت
بر پایه سرشماری عمومی نفوس و مسکن در سال ۱۳۹۵ جمعیت این روستا ۳۴۴ نفر (۱۱۰خانوار) بوده‌است.